# القوات الجوية الأسترالية النسائية المساعدة
تأسست القوات الجوية الأسترالية النسائية المساعدة (WAAAF) في مارس 1941 بعد ضغط كبير من النساء الحريصات على الخدمة ومن قبل رئيس هيئة الأركان الجوية، الذي أراد تسريح الموظفين الذكور الذين يخدمون في أستراليا للخدمة في الخارج. تعتبر القوات الجوية الأسترالية النسائية المساعدة أول وأكبر خدمات النساء الأستراليات في زمن الحرب. تم حل تلك الوحدة العسكرية في ديسمبر 1947.

## تاريخ الوحدة
بعد فترة وجيزة من إعلان الحرب العالمية الثانية في عام 1939، كانت القوات الجوية الملكية الأسترالية بحاجة مُلحة إلى الكثير من موظفي الصيانة والإشارت الأكفاء أو الجيدين للوفاء بالتزاماتها في زمن الحرب في مخطط التدريب الجوي للامبراطورية (EATS) للدفاع المحلي في أستراليا .
في 4 فبراير عام 1941، وافق مجلس وزراء الحرب على تشكيل القوات الجوية الأسترالية النسائية المُساعِدة مجلس الوزراء الحرب. استغرق الأمر 14 شهراً من المناقشات الصعبة والمعارضة لتحقيق تلك النتيجة النهائية.
شكّل تشكيل القوات الجوية الأسترالية النسائية المُساعِدة سابقة لتكوين منظمات خدمة نسائية أخرى مثل جيش المرأة الأسترالية (AWAS) والقوات البحرية الملكية الأسترالية للمرأة (WRANS).
تم تجنيد ما يقرب من 27،000 امرأة في القوات الجوية الأسترالية النسائية المُساعِدة في الفترة بين 15 مارس 1941 و24 أغسطس 1945. في يونيو 1941، تم تعيين ضابطة السرب كلير ستيفنسون مديرة لتلك الوحدة العسكرية. تولت كلير المنصب من ضابطة الطيران ماري بيل، زوجة القائد الأسترالي السابق لفيلق التدريب الجوي للنساء المتطوعات، الذي كان قد أمضى قيادة مؤقتة للأشهر الثلاثة الأولى من تأسيس القوات الجوية الأسترالية النسائية المُساعِدة.